# 7742 Альтаміра
7742 Альтаміра (1985 US, 1996 BP2, 7742 Altamira) — астероїд головного поясу, відкритий 20 жовтня 1985 року.
Тіссеранів параметр щодо Юпітера — 3,351.